# Salima Belhaj
Salima Belhaj (Harderwijk, 18 de octubre de 1978) es una política neerlandesa descendiente de marroquíes que actualmente ocupa un escaño en el Segunda Cámara de los Estados Generales para el período legislativo 2016-2017 reemplazando a Wassila Hachchi por el Demócratas 66 (D66).

## Biografía
Belhaj estudió Gestión de Recursos Humanos Internacionales en la Universidad de Róterdam y ocupó varios puestos vinculados a dicha rama en organizaciones culturales en Róterdam. A nivel político, en 2001 se transforma en secretaria política de las juventudes del D66 y participa activamente como miembro de la campaña electoral el líder del partido Lousewies van der Laan. Participó como candidata en las elecciones parlamentarias de 2007 y 2012 por los D66, sin salir electa. 
De 2002 a 2005 trabajó en el Scapino Ballet mientras que entre 2005 y 2007 en el Museo Boymans Van Beuningen. Entre septiembre de 2007 y julio de 2008 fue directora general de De Appel Arts Centre en Ámsterdam, tras lo cual regresó en 2008 al Scapino, combinando su trabajo con las actividades políticas del D66 en Róterdam.